# Pierre Fatou
Pierre Joseph Louis Fatou (Lorient, 28 febbraio 1878 – Pornichet, 10 agosto 1929) è stato un matematico francese.
Egli è noto soprattutto per i suoi lavori nel campo dei sistemi dinamici e dell'analisi complessa.

## Vita e risultati
Dopo gli studi di matematica compiuti alla École Normale Supérieure di Parigi tra il 1898 e il 1900, Fatou ottenne nel 1901 un posto all'Osservatorio Astronomico di Parigi e continuò i suoi studi matematici in preparazione della tesi che presentò nel 1906. Presentò un lavoro sulla teoria dell'integrazione e la teoria della funzioni complesse. Fatou dimostrò che se una funzione è integrabile secondo Lebesgue, allora il limite radiale per il corrispondente integrale di Poisson esiste quasi ovunque. Questo risultato condusse alle generalizzazioni di Privalov, Plessner e Marcel Riesz. Pur non dando una soluzione completa, il lavoro di Fatou diede un contributo anche maggiore alla ricerca di soluzione al problema collegato di capire se una mappa conforme delle regioni di Jordan su un disco aperto può essere estesa con continuità al bordo. Nel 1907 Fatou conseguì il dottorato per il suo importante lavoro.
Fatou continuò i suoi studi sull'iterazione di funzioni. Fu particolarmente interessato al caso di successioni in cui {\displaystyle Z_{0}=0}, che fu poi analizzato con l'ausilio del computer da Benoît Mandelbrot. Mandelbrot generò delle rappresentazioni grafiche del comportamento di queste serie in ciascun punto, c, nel piano complesso, ora conosciuto come l'insieme di Mandelbrot. Se le successioni non tendono all'infinito, allora il punto appartiene all'insieme di Mandelbrot, altrimenti no. Ciascun punto nel piano complesso ha anche un insieme di Julia associato. 
Fatou scrisse numerosi articoli sviluppando una Fondamentale teoria dell'iterazione nel 1917, che pubblicò nel Dicembre dello stesso anno.
Nel 1915, l'Académie des Sciences di Parigi pubblicò l'argomento di ricerca per il suo Grand Prix del 1918. Il premio sarebbe stato dato ad uno studio dell'iterazione da un punto di vista globale. Si ipotizza che matematici come Appell, Emile Picard e Koenigs abbiano spinto l'Académie des Sciences verso la scelta di questo argomento poiché speravano in uno sviluppo del concetto di famiglie normali di Montel. Fatou scrisse una lunga memoria che anzi usava l'idea di famiglie normali di Montel per sviluppare la teoria dell'iterazione del 1917. 
Non sorprende che anche un altro matematico, Julia, stesse lavorando sullo stesso problema. Anche Julia produsse una lunga memoria nella quale sviluppava la teoria in un modo simile a quello di Fatou. I due, tuttavia, scelsero un metodo diverso di portarla avanti. Durante la seconda metà del 1917 Julia depositò i suoi risultati l'Académie des Sciences in un pacco sigillato. Fatou, d'altra parte, annunciò i suoi risultati nel Dicembre del 1917, in una nota scritta su Les Comptes Rendus de l'Académie des Sciences. In un secondo momento risultò evidente  che erano giunti a risultati molto simili.
Julia scrisse una lettera a Les Competes Rendus chiedendo di pubblicare l'articolo il 31 dicembre 1917. Julia aveva chiesto all'Académie des Sciences di ispezionare il suo pacco e fu chiesto a George Humbert di svolgere il compito. Lo stesso 31 dicembre George Humber presentò il commento allo scritto di Julia. Quasi certamente come risultato di questa lettera Fatou non vinse il Gran Prix che fu invece vinto da Julia. 
A Fatou fu dato il titolo di astronomo nel 1928. Usando il teorema di esistenza per la soluzione delle equazioni differenziali, Fatou fu in grado di provare rigorosamente alcuni risultati sulle orbite dei pianeti che Gauss aveva ipotizzato solo sulla base di argomentazioni intuitive. 
Questi sono alcuni importanti lavori di Fatou nelle scienze matematiche. Va ricordato anche il suo lavoro sulle serie di Taylor: Fatou esaminò la convergenza e lo sviluppo attraverso funzioni analitiche delle serie. Forse il risultato più importante di Fatou fu la dimostrazione del fatto che una funzione armonica {\displaystyle u>0} in una bolla ammette limite non tangenziale quasi ovunque sul bordo.